# پرستوی پشت‌سفید
پرستوی پشت‌سفید (نام علمی: Cheramoeca leucosterna) نام یک گونه از تیره پرستو است.